# 田浦水庫
田浦水庫是一處位於中華民國金門縣金沙鎮的水庫，也是晉江─金門供水管道向金門供水的集水區。

## 地理
該水庫的有效蓄水量為599,000立方公尺，其主要水源來自金門縣的前埔溪，以及中國大陸福建省龍湖的供應。